# Michel Greg
Michel Regnier dit Michel Greg ou Greg, né le 5 mai 1931 à Ixelles (province de Brabant) et mort le 29 octobre 1999 à Neuilly-sur-Seine, est un dessinateur, scénariste, rédacteur en chef et directeur littéraire de bande dessinée et un romancier belge naturalisé français.
Avec plus de 250 albums à son actif, en tant que dessinateur et (ou) scénariste, il fait partie des créateurs les plus prolifiques de la bande dessinée franco-belge.

## Biographie
Michel Louis Albert Regnier naît le 5 mai 1931 à Ixelles, une commune de l'agglomération bruxelloise et grandit à Herstal, près de Liège,. Il crée ses premières séries pour un quotidien belge au lendemain de ses 16 ans. C’est à cette époque qu’il rencontre André Franquin.
Au milieu des années 1950, grâce aux conseils d'André Franquin, Greg progresse et signe des histoires aujourd'hui introuvables. Il collabore ainsi chez Héroïc-Albums pour les textes et dessins du Chat, et pour les scénarios seulement de deux séries chez IMA, l'ami des jeunes. Sa complicité avec Franquin lui permet d’écrire environ 100 gags de Modeste et Pompon publiés dans le journal Tintin ainsi que plusieurs épisodes des aventures de Spirou et Fantasio dans Le journal de Spirou.
De 1958 à 1977, Greg crée de nombreuses séries en tant que scénariste pour Tibet, Maréchal, Mittéï, Cuvelier, Hermann, Paape, Vance, Dany, Azara, Turk et Bob de Groot, Auclair, Aidans, Derib, Fahrer, Dupa, etc.
Durant toutes ces années, il n’abandonne pas le dessin et donne naissance à de nombreuses séries.

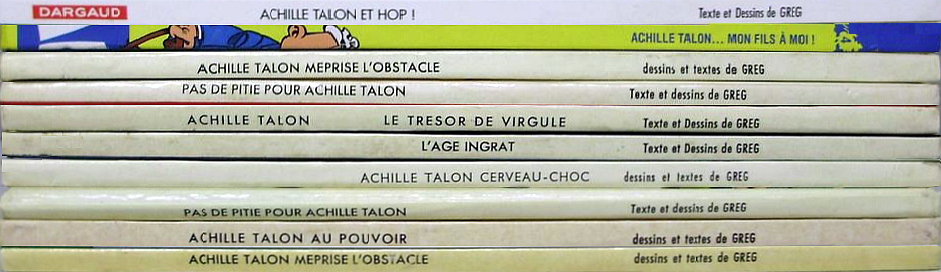
Quelques volumes d'Achille Talon.

En 1963, il crée Achille Talon dans Pilote.
De 1965 à 1974, en parallèle à toutes ces activités, il assume la responsabilité de rédacteur en chef du Journal de Tintin. Il y prend parfois un pseudonyme (Louis Albert pour la série Bruno Brazil), pour éviter de rendre son nom omniprésent dans ce journal.
En 1974, il quitte la rédaction du Journal de Tintin et la Belgique pour devenir directeur littéraire aux éditions Dargaud, en France. Pour cette maison d’édition, il lance Achille Talon magazine, qui comptera seulement 6 numéros. Ce nouveau support lui permet de créer de nouvelles séries.
En 1978, pour la télévision suisse, il écrit le scénario des 13 épisodes de L'Agence Labricole, un feuilleton policier pour enfants. Puis il s’installe aux États-Unis comme responsable du bureau américain des éditions Dargaud. Il participe à l'élaboration de plusieurs scénarios pour la télévision américaine, notamment sur des épisodes de La Croisière s'amuse, chargé de l'écriture de certains personnages français.
De retour en France, en juillet 1986, il écrit six romans des enquêtes des inspecteurs Hardy et Lesage aux éditions Fleuve noir, (le sixième est resté inédit) : 
- Pour le mort, signez d'une croix  (ISBN 9782265033542)
- Le Feu dans les têtes, 1986  (ISBN 9782265034297)
- Le Crime de Saint-Anastase, 1986  (ISBN 9782265034938)
- L'Enterrement d'Agathe, 1987  (ISBN 9782265035508)
- Monsieur Igor est condamné, 1987  (ISBN 9782265036475)
- Les Quatre Coins de la rue Rouge

Tout en continuant sa série Achille Talon, il scénarise les deux premiers épisodes du Marsupilami pour Franquin et Batem, Comanche pour Rouge, Colby pour Blanc-Dumont, Bernard Prince pour Aidans, Johnny Congo pour Paape.
En 1988, il obtient le grade de chevalier de l'ordre des Arts et des Lettres.
En 1992, la Chambre belge des experts en bande dessinée lui attribue le prix Géant de la BD pour l’ensemble de son œuvre.
En 1995, sa femme meurt de maladie, ce qui le laisse dépressif durant ses dernières années.
En 1997, il revend les droits d'Achille Talon aux éditions Dargaud, la série animée par différents scénaristes et dessinateurs s'arrête au quarante-huitième tome en 2009.
Le 29 octobre 1999, Greg meurt d’une rupture d’anévrisme à Neuilly-sur-Seine, à l'âge de 68 ans,. Ses cendres sont déposées au columbarium du cimetière du Père-Lachaise (case 11717).

## Œuvre
Très prolifique, Greg crée, en tant que dessinateur et scénariste, de nombreuses séries.
Parmi les plus connues, on peut citer:
- deux séries réalistes avec le dessinateur Hermann (Comanche et Bernard Prince);
- une série de science-fiction avec Eddy Paape (Luc Orient);
- une série relatant les aventures d'agents secrets (Bruno Brazil, avec le dessinateur William Vance);
- une série fantaisiste d'une grande poésie (Olivier Rameau, avec le dessinateur Dany).

En 1963, il crée pour le journal Vaillant une nouvelle série : Les As. Grâce à l'imagination de Greg, ces gosses des années yéyé déjouent les complots de malfaisants émirs, contribuent malgré eux à l'évasion d'un gangster, se perdent dans le labyrinthe d'une caverne souterraine, et partagent encore des dizaines d'aventures. Plébiscitée par les lecteurs, cette série perdurera dans Pif Gadget, de 1969 à 1973. Finalement, Greg mettra un terme aux aventures des As après dix ans.
Créée en novembre 1963 pour le journal Pilote, Achille Talon est certainement sa création la plus connue.
Achille Talon est reconnu pour les qualités de son dialogue rempli de jeux de mots, d'allusions littéraires ou culturelles et de calembours, qui lui valent de faire l'objet de plusieurs thèses de doctorat, en France et au Québec.
Si Achille Talon est une série basée sur l'humour, les albums de cet anti-héros abordent des thèmes variés, et sous couvert de caricature, parfois sérieux (comme la dictature dans Le Roi des Zôtres ou le racisme dans Le Grain de la folie ; L'Archipel de Sanzunron peut être considéré comme un ouvrage de vulgarisation sur l'économie et les flux monétaires...).
En janvier 1999, s'il n'a jamais reçu le Grand prix de la ville d'Angoulême, il s'est vu consacré par l'exposition-rétrospective ABCDEF GREG… !, conçue par Dominique Poncet et Benoît Mouchart. Avec ce dernier, Greg a par ailleurs publié la même année un recueil d'entretiens aux éditions Dargaud, Michel Greg, Dialogues sans bulles (collection « Portraits »).
Dans les années 1990, il publie un recueil d'aphorismes, Il pense donc je suis, aux Éditions Michel Lafon, qui rappelle les textes d'Oscar Wilde et de Sacha Guitry.

### Dessinateur et scénariste

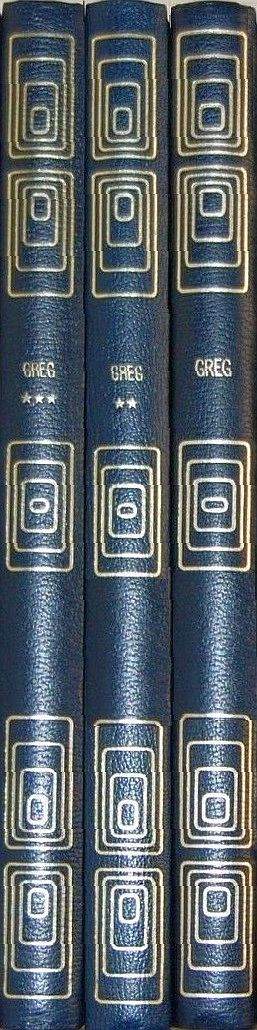
Michel Greg aux éditions Rombaldi avec Achille Talon.

- Achille Talon (42 volumes de 1966 à 1996)
- Les As (8 volumes de 1982 à 1986).
- Babiole et Zou (1 volume en 1985).

- Haineux Gordien (24 gags en 1967).

- Tagadobudoirement vôtre (1968)
- Zig et Puce (6 volumes de 1963 à 1969).

### Scénariste
- Alice aux pays des merveilles avec Dany, Dupa, Turk et De Groot (1 volume en 1973).
- Bernard Prince avec Hermann, Dany et Aidans (17 volumes et un Hors Série de 1969 à 1999).
- Les Bolides d'argent avec Mittéï (1 volume en 1981).
- Bruno Brazil avec Vance (11 volumes et un hors-série de 1969 à 1995).
- Chick Bill avec Tibet.
- Chlorophylle, d'après Macherot, avec Dupa (deux albums en 1973 et 1974).
- Clifton avec Azara, Turk et Bob de Groot (2 volumes en 1971 et 1973).
- Le Club des « Peur-de-rien »  avec Tibet (6 histoires de 30 pages).
- Cobalt avec Walter Fahrer (2 volumes en 1976 et 1981).
- Colby avec Blanc Dumont (3 volumes de 1991 à 1997[11]).
- Comanche avec Hermann puis Rouge (15 volumes de 1972 à 2002).
- Corentin avec Cuvelier (1 volume en 1963).
- Domino avec Chéret  (1 volume en 1979).
- Flamme d'Argent avec Cuvelier (2 volumes en 1965 et 1968).
- Frère Boudin avec Marin (2 volumes en 1977 et 1978).
- Go West avec Derib (1 volume en 1979).
- Jo Nuage et Kay Mac Cloud avec Dany (1 volume en 1976).
- Johnny Congo avec Paape (2 volumes en 1992 et 1993).
- Line avec Cuvelier (3 volumes de 1966 à 1973).
- Luc Orient avec Paape (18 volumes de 1969 à 1994).
- Lucky Luke avec Morris (1 histoire en 1978)
- Marsupilami avec Batem (2 volumes de 1987 à 1988).
- Modeste et Pompon avec Franquin.
- Mouminet et Alphonse avec Tibet (1 volume en 1984).
- Les Naufragés d'Arroyoka avec Auclair (1 volume en 1975).
- Olivier Rameau avec Dany (11 volumes et un Hors Série de 1970 à 1987).
- Les Panthères avec Aidans (3 volumes de 1974 à 1975).
- Prudence Petitpas avec Maréchal (2 histoires de 30 pages et 1 histoire de 3 pages).
- Rouly-la-Brise avec Mittéï.
- Spaghetti avec Attanasio (1 volume en 1982).
- Spirou et Fantasio avec Franquin (6 volumes de 1960 à 1966).
- Tommy Banco avec Eddy Paape (1 volume en 1974).
- Tiger Joe avec Forton.
- Vic Volcan avec André Beckers (4 histoires de 28 pages de 1957 à 1958).

### Travaux publicitaires
Greg a réalisé de nombreux travaux pour la publicité notamment en utilisant le personnage d’Achille Talon. Souvent il s’agissait d’albums offerts, comme pour Chamois d’Or, Lotus, Shell, Total, etc. Parfois, il réalisait des albums spécifiques comme Achille Talon domestique l’eau, album broché comprenant 4 gags inédits pour les pompes Flygt ou encore Achille Talon pique-nique avec Canderel ou encore Rock Derby / Le Mystère de l'aéroport pour les aéroports de Paris.
Il a aussi inventé de nouveaux personnages comme Pic et Nic (4 albums cartonnés de 7 à 15 planches) pour Caprice des Dieux.

### Le studio Greg
Dans une interview accordée au magazine Sapristi en 1995, Greg définissait ainsi le « studio Greg » : « En fait, le studio Greg n’a jamais eu d’existence juridique ou légale, c’était juste un appartement que je louais et dans lequel on travaillait avec matériel et documentation. Moi, je faisais du scénario pour presque tous. Et puis un jour tout ce petit monde s’est dispersé. Moi, je suis allé à Paris, Hermann a acheté sa maison à Bruxelles... À ce moment-là, il y a beaucoup de chroniqueurs qui sont allés voir les gars pour qu’ils disent tous qu’ils avaient été les esclaves de Greg. Il n’y en a pas un qui ait craché dans la soupe. On est restés copains. C’est ainsi qu’en 1993, au festival Bédéciné d’Illzach, ils ont invité tous ceux qui ont collaboré un jour avec moi. On a pris une jolie photo […] ».

### Le professeur Greg
De 1976 à 1977, dans l'émission Les Visiteurs du Mercredi sur TF1, dans une rubrique intitulée "Les Trucs de la BD", Greg s'est illustré dans un cours de BD, où il indiquait les différents trucs de narration par l'image.

## Reprises de séries existantes
En tant que scénariste, Greg est capable de s'adapter à différents styles. Il a repris de nombreuses séries créées par des auteurs différents.

### Spirou et Fantasio
Entre 1958 et 1961, Greg écrit des scénarios pour la série Spirou, dessinée par Franquin : La Peur au bout du fil (1958), Le Prisonnier du Bouddha (1958), Z comme Zorglub (1959) (coscénarisé), L'Ombre du Z, (1960), Tembo Tabou (1960) et QRN sur Bretzelburg (1961).
La Peur au bout du fil est un scénario de Greg sur une idée de Franquin. Pour les autres albums, il est difficile de discerner l'apport de Greg car Franquin était connu pour modifier, parfois de manière importante, la trame établie par ses scénaristes. José-Louis Bocquet et Éric Verhoest estiment cependant que Greg va inscrire clairement la série dans la situation politique de l'époque. Ainsi Le Prisonnier du Bouddha évoque clairement le conflit Est-Ouest. Greg participe également à la définition du personnage de Zorglub, lui apportant notamment « le côté mégalomane ». Il viendra aussi à la rescousse de Franquin pour le sortir de l'impasse scénaristique dans laquelle il était tombé au début de QRN sur Bretzelburg.
Greg poursuivra sa collaboration avec Franquin en concevant les scénarios des deux premiers tomes de la série dérivée Marsupilami, dessinée par Batem et lancée en 1987.

### Modeste et Pompon
Également avec Franquin, Greg écrit des gags de Modeste et Pompon, vers la fin des années 1950.

### Les Aventures de Tintin
En 1958, Hergé, auteur des Aventures de Tintin, est en panne d'inspiration. Greg travaille avec lui sur deux projets : Les Pilules et Tintin et le Thermozéro. Tous deux suivent le modèle d'une course-poursuite effrénée, à la recherche de pilules radioactives dans le premier projet et d'une bombe d'un nouveau type dans le second. Greg adopte parfaitement le style de la série et réussit à écrire avec Thermozéro un scénario passionnant, drôle et digne des meilleurs scénarios « hergéens ». C'est peut-être ce qui gênera Hergé, qui interrompt le projet après avoir crayonné les huit premières planches de l'album. Plus tard, il déclara à Benoît Peeters (dans Le Monde d'Hergé) : « J'ai essayé de travailler avec Greg qui m'a composé un très bon scénario, mais un scénario que je n'ai jamais utilisé, parce que je me sentais prisonnier d'un carcan dont je ne pouvais plus m'échapper. » Greg met cette interruption sur le compte de la crise morale personnelle que traversait Hergé à l'époque de son divorce.
Greg participe ensuite au scénario du long métrage d'animation Tintin et le Temple du Soleil  (1969), adaptation des albums Les Sept Boules de cristal et Le Temple du Soleil. Il apporte d'importantes transformations au scénario original d'Hergé, comme l'ajout du personnage de la fille du chef des Incas. Puis il écrit le scénario d'un autre film d'animation, Tintin et le Lac aux requins (1972), adapté ensuite en bande dessinée par les Studios Hergé qui reprennent les celluloïds du film.
Lorsque Hergé meurt en 1983, laissant inachevé un projet d'album, Tintin et l'Alph-Art, son plus proche collaborateur Bob de Moor envisage de le terminer en confiant à Greg l'écriture de la suite du scénario. De Moor se heurta cependant au refus de Fanny Remi, veuve d'Hergé, qui, après avoir dans un premier temps avalisé le projet, fut convaincue par Benoît Peeters de faire marche arrière.

### Zig et Puce
Après avoir sympathisé avec Alain Saint-Ogan, Greg reprend la série Zig et Puce pour Tintin en avril 1963.

### Expositions
- Greg[17], espace « Trésors », Centre belge de la bande dessinée, Bruxelles, d'août au 12 octobre 1997.
- La Triple Vie d'un génie sous le commissariat de Didier Geirnaert et Jean Auquier, avec le concours de Jean-Claude De la Royère, Centre belge de la bande dessinée, Bruxelles, 2007[18].

### Collections publiques
25 œuvres de cet artiste sont conservées au Centre belge de la bande dessinée et font partie du patrimoine mobilier de la région Bruxelles-Capitale.

## Réception

### Distinctions
- 1988 : 
  -   Chevalier de l'ordre des Arts et des Lettres
  -  Chevalier de l'ordre de Léopold Le Roi des Belges, Baudouin le fait Chevalier de l'Ordre de Léopold comme auteur ayant plus de vingt ans de carrière[20].
- Officier de l'ordre des Arts et des Lettres (1999).

### Prix
- 1971 :  prix Saint-Michel[21] du meilleur scénario de science-fiction, pour l'ensemble de son œuvre ;
- 1972 :  prix Saint-Michel[21] du meilleur scénariste réaliste pour La Nuit des chacals (Bruno Brazil) ; du meilleur scénariste de science-fiction pour Le Cratère aux sortilèges (Luc Orient)
- 1990 :  prix Honoris causa[21] pour l'ensemble de l'œuvre ;
- 1992 :  «Géant de la BD» pour la Chambre belge des experts en bande dessinée ;
- 1994 :  prix Yellow-Kid[21] pour l'ensemble de l'œuvre ;
- 1995 :  prix Targa Speciale pour l'ensemble de l'œuvre[22].

### Postérité
Dany rend hommage à Greg en donnant ses traits au personnage de Monsieur Quinn dans l'album Caro de la série Équator.

Selon Patrick Gaumer : 

« Dialoguiste hors pair — ses tirades dans Achille Talon restent dans toutes les mémoires —, il passe avec facilité du comique au réalisme. Il s'impose comme l'un des plus importants créateurs de l'après-guerre et comme l'un des formidables découvreurs de talents. Il participe de fait, au plus haut niveau, à l'histoire de la bande dessinée moderne. »

En 2021, le site BD Gest' le fait entrer dans le panthéon de la BD par le Hall of Fame franco-belge.

#### Livres
: document utilisé comme source pour la rédaction de cet article.
- Jean Van Hamme, Introduction à la bande dessinée belge, Bruxelles, Bibliothèque royale de Belgique, 1968, 80 p., ill. ; 26 cm (lire en ligne), p. 24[catalogue] publié à l'occasion de l'exposition La bande dessinée en Belqique, Bibliothèque Albert Ier, [Bruxelles], du 29 juin au 25 août 1968.
- Jean-Louis Lechat, Un demi-siècle d’aventures t. 2 : 1970 - 1996, Bruxelles, Le Lombard, 5 décembre 1996, 224 p., ill. ; 31 cm (ISBN 280361233X, OCLC 37995939, BNF 37539082, présentation en ligne), p. 6, 9, 10, 12, 14, 15, 16, 17, 19, 20, 21, 22, 23, 24, 33, 37, 38, 48, 67, 88, 100, 106, 108, 134, 166, 189, 192, 199. .
- Benoît Mouchart et Jean Van Hamme (préface), Michel Greg : dialogues sans bulles, Paris, Dargaud, coll. « Portraits », 1999, 167 p. (ISBN 2-205-04786-8, présentation en ligne)
- Patrick Gaumer, « Greg », dans Dictionnaire mondial de la BD, Paris, Larousse, 2010, 953 p., ill. ; 27 cm (ISBN 978-2-0358-4331-9 et 2-0358-4331-6, OCLC 920924930, présentation en ligne), p. 393-394. .
- François Ayrolles, « Le jeune Michel Regnier est envoyé chez Franquin », dans Moments clés du journal de Spirou 1937-1985, Marcinelle, Dupuis, coll. « Patrimoine », 2 mars 2018, 312 p., ill. ; 20,8 cm (ISBN 9782800171142 et 2800171146, OCLC 1034784873, présentation en ligne), p. 115-116.

#### Périodiques
- Jean-Pol Stercq, « La Galerie-photo de Tintin », Tintin, Le Lombard, no 9,‎ 1973.
- Greg (interviewé par André Leborgne et Christian Maillet), « Greg - Pour une histoire du Journal Tintin », Ran Tan Plan, no 30,‎ 1974.
- Louis Cance, « Dossier Greg », Hop !, Aurillac, AEMEGBD, no 37,‎ mai 1985 (ISSN 0768-9357)
- Michel Greg (int. par André Igwal et Thierry Tinlot), « Greg : Pas mort », Les Cahiers de la BD, no 88,‎ mars 1990, p. 68-73.
- Sapristi no 30, printemps 1995.
- Benoît Mouchart, « Greg », Auracan, Graphic Strip, no 14,‎ septembre - octobre 1996, p. 17-28 (ISSN 0777-5962)
- Henri Filippini, « Greg, homme orchestre de la BD », dBD, no 54,‎ juin 2011, p. 86-89.
- Louis Cance, « Remember Greg », Hop !, Aurillac, AEMEGBD, no 84,‎ octobre 1999 (ISSN 0768-9357)
- Hugues Dayez, « Les aventures d'un journal : Greg émule de Franquin », Spirou, Dupuis, no 3693,‎ 21 janvier 2009, p. 29 (ISSN 0771-8071).

#### Articles
- Mathieu Lindon, « Greg, le dernier coup de Talon.Auteur intarissable de l'âge d'or de la bande dessinée franco-belge, Michel Regnier, dit Greg, est mort à 68 ans. », Libération,‎ 1er novembre 1999 (lire en ligne, consulté le 6 septembre 2024).

### Émissions de télévision
- Le Journal Tintin fête ses 25 ans ! sur Sonuma, Hergé (Intervenant), Raymond Leblanc (Intervenant), Michel Greg (Intervenant), André Secretin (Journaliste), émission Antenne Soir diffusée sur la RTB (13 min), 13 novembre 1971.

### Vidéographie
- [vidéo] « Culte : Les Trucs de la BD avec Greg dans Les Visiteurs du Mercredi - Archive INA », sur YouTube, émission de télévision Les Visiteurs du Mercredi du 20 avril 1977 diffusée sur TF1.